# Постглосатори
Постглосатори или коментатори су формирали европску правну школу која је настала у Италији и Француској у четрнаестом веку. Они чине највишу тачку развоја средњовековног римског права.

## Развој
Од половине XII па до XVI века делује школа постглосатора, названа тако јер се надовезује на метод рада глосатора (mos docendi italicus),а њени припадници су "коментатори" због новог приступа рада у изучавању римског права. Њихов рад није више био оријентисан према текстовима Јустинијанове кодификације, него према глосама њихових претходника, сакупљеним у Акурсијевој обимној збирци. Они су проучавали, тумачили и опширно коментарисали спис Glossa ordinariа, односно "глосирали глосе" (glossare glossarum glossas), чиме су се још више удаљили од изворних класичних текстова. С друге стране, наставили су да по принципима схоластичког метода анализирају и рашчлањавају појмове, изводе аналогијом и тумачењима опште правне принципе и да дају дефиниције на основу казуистичких решења. Многа правна правила и изреке за које се сматра да су дело римских јуриспрудената, заправо су резултат рада глостора и каснијих средњовековних правника. Пошто су и постглосатори остали верни догматском схватању права, ни они нису узимали у обзир његову историјску димензију.
Највећи искорак направили су тиме што су "римско" право садржано у глосама упоређивали са градским статутима, канонским и германским (лангобардским) правом и кроз прилагођавање тих норми потребама праксе, стварали тзв. опште право (ius commune). Отуда се може рећи да тек са постглосаторима започиње права рецепција, јер се ова "мешавина права" почела примењивати широм Европе. Глосатори су обавили само "теоријску" рецепцију и тиме припремили услове за ову "нормативну", која римско правно наслеђе претвара у важеће право.
На то су утицале знатно промењене друштвене околности јер је дошло до привредног развитка многих италијанских и других приморских градова, до процвата градске и прекоморске трговине. Пошто је постојеће партикуларно феудално право постало кочница нормалном одвијању трговине и промета робе, јавља се потреба за новим и савршенијим правним правилима, управо оним које су понудили постглосатори. 
Представници ове школе су деловали на универзитетима широм Италије, али су најважнији центри били у Пизи, Перуђи и Падови. Оснивачем школе постглосатора сматра се Ћино Пистојски (Cinus de Pistoia, 1270-1336), велики правник и поета, који се дружио са Дантеом и Петрарком. Његов ученик је славни Бартол Сасофератски ( Bartolus de Sassoferrato, 1314-1357), који је стекао толики углед за свог кратког живота, да је после његове смрти настала изрека: Nemo iurista nisi bartolista ( "Нема доброг правника без познавања дела Бартола"). Сматра се оснивачем међународног приватног права, јер је бавећи се градским статутима формулисао темељне принципе за решавање сукоба у примени партикуларног права. Његов ученик Балдо Убалдски је последњни утицајнији представник ове школе. Балдо је у односу на друге постглосаторе оставио далеко већи број саветодавних правних мишљења, чак око 3000. Нарочито је велики углед стекао саветима о вредновању доказних средстава у судском поступку па су ти принципи у наредним вековима постали узор средњовековним правницима.

## Значај
Велики углед постлосатора огледа се у томе што су сагласна мишљења више ових правних стручњака (communis opinio doctorum) постала обавезујућа за судове. Тиме се, уз реципирање римског правног наслеђа, усваја и метод рада класичних правника, чија су responsa такође била извор важећег права. Међутим, док је иза римских јуриспрудената стајао принцепсов ауторитет, постглосатори су били слободни мислиоци који су своју активност обављали на аутономним универзитетима, над којима феудални господари нису имали власт. 
Тиме је школа постглосатора, кроз скоро три века свога деловања, подигла ауторитет правне струке и припремила терен за научно проучавање римског права.